# Dingley
Dingley – wieś w Anglii, w hrabstwie Northamptonshire, w dystrykcie (unitary authority) North Northamptonshire. Leży 27 km na północ od miasta Northampton i 120 km na północny zachód od Londynu. Miejscowość liczy 209 mieszkańców.